# Štědřenec odvislý
Štědřenec odvislý (Laburnum anagyroides) je rostlina, opadavá dřevina z čeledi bobovitých, tvořící keře nebo malé stromy s hroznovitými květenstvími s žlutými květy. V ČR se pěstuje jako okrasná rostlina, ale pochází z oblasti jižní Evropy. Je také nazývána jako zlatý déšť.

## Taxonomie

### EPPO kód
Pro taxon označovaný Laburnum anagyroides EPPO používá označení LABAN 

### Taxonomická synonyma
Podle EPPO a biolib.cz je pro rostlinu s označením Laburnum anagyroides používáno více rozdílných názvů, například ''Cytisus laburnum'' nebo ''Laburnum vulgare'', ale i Cytisus pendulus, Cytisus penduliflorus, Genista laburnum.

### České názvy
Podle dostupných zdrojů je pro rostlinu s označením štědřenec odvislý (Laburnum anagyroides) používáno více rozdílných názvů, například „zlatý déšť pravý“ nebo „zlatý déšť“.

## Výskyt
Štědřenec odvislý (Laburnum anagyroides) se přirozeně vyskytuje v jižní části Evropy od Francie přes jižní úbočí Alp a severní část Apenin až po Balkánský poloostrov. 

## Popis
Štědřenec odvislý je opadavý keř nebo malý strom s převislými větvemi, dorůstající výšky až 7 metrů, se zelenou kůrou a vzpřímenými nebo převislými větvemi. Listy jsou trojčetné, dlouze řapíkaté, bez palistů, s téměř přisedlými oválnými lístky.
Kvete od dubna do června. Květy jsou zlatožluté, motýlovité, v bohatých deseti- až třicetikvětných převislých hroznech. Kalich je zvonkovitý, slabě dvoupyský, s horním pyskem zakončeným 2 zuby a dolním trojzubým. Pavéza je okrouhlá až široce vejčitá, na vrcholu vykrojená. Křídla jsou obvejčitá, delší než člunek. Člunek je velmi krátký, zahnutý. Tyčinek je 10 a jsou jednobratré. Semeník je stopkatý, s mnoha vajíčky a zakřivenou čnělkou nesoucí vrcholovou bliznu.
Plodem je až 8 cm dlouhý hedvábně chloupkatý lusk. Lusky jsou podlouhlé, zploštělé, dlouze stopkaté, na švech ztlustlé až úzce křídlaté a mezi semeny slabě zaškrcované. Obsahují několik ledvinovitých semen.

## Toxicita
Štědřence obsahují (zejména v semenech) silně jedovatý chinolizidinový alkaloid cytisin (laburnin), dále laburnamin a derivát stilbenu hydroxyresveratol. Semena štědřence odvislého obsahují asi 1,5 až 3 % cytisinu, sušené listy asi 0,3 %, květy 0,2 %. Otravy se projevují dlouhotrvajícím zvracením, zemdlelostí, později i průjmem. Při velké dávce může smrt nastat již do hodiny. Otravy se nejčastěji objevují po požití semen nebo nápadných květů. Uvádí se, že k otravě u dětí postačí 2 semena nebo 5 květů. Zvířata s výjimkou koní se štědřenci vyhýbají. U masožravců spouští požití štědřence ihned silné zvracení, které odstraní většinu jedu ze žaludku.

## Použití
Štědřenec odvislý je v České republice poměrně často pěstován jako okrasná dřevina.
Dřevo štědřence odvislého je velmi dekorativní a navíc je tvrdé, pevné, pružné a dobře opracovatelné. Je to jedno z nejtěžších a nejtvrdších evropských dřev. Běl je žlutohnědá, jádrové dřevo tmavě hnědé. Dřevo je vhodné např. na soustružení, násady, díly hudebních nástrojů a intarzie. Mimořádně vhodné je i na výrobu luků.
Dříve se používala semena a nať v lékařství jako psychofarmakum při nadměrné dráždivosti, psychoneurotických nemocech, migréně, chronické otravě arsenikem a k léčbě jaterních chorob. Za první světové války byly pokusy o užívání jako náhražky tabáku (hlavní účinná látka cytisin má podobné účinky jako nikotin).

## Pěstování
Preferuje teplé chráněné stanoviště a slunečné nebo světlé polohy, vlhké propustné živné půdy, snese i chudé, sušší, kamenité půdy. Dobře roste na stanovištích se zásaditou, vápenatou půdou ale snese i mírně kyselou. Je obtížným plevelem.
Množí se semeny, lze jej množit řízky.
Není vhodné dřevinu vysazovat poblíž dětských hřišť, na sídlištích, a podobně. Jsou totiž známy případy otravy dětí zelenými „hrášky“.

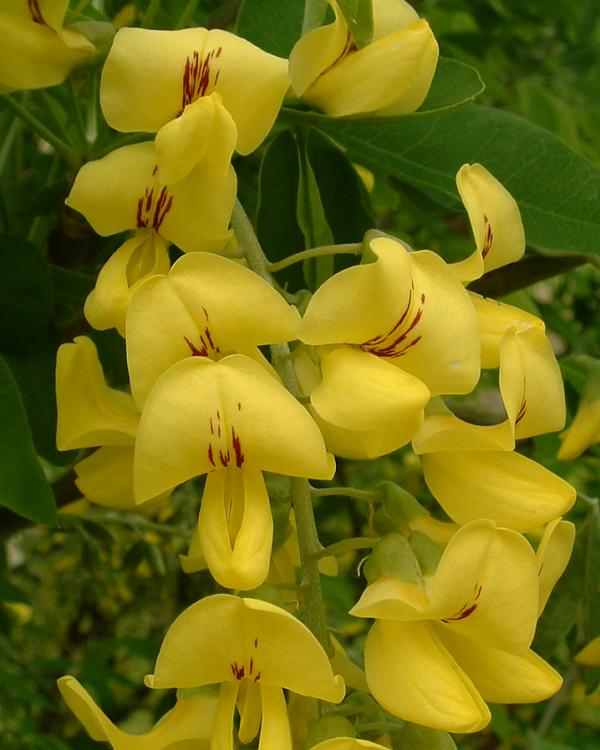
Detail květenství